# Paralcis subochrea
Paralcis subochrea là một loài bướm đêm trong họ Geometridae.